# Christopher Zwickler
Christopher Zwickler (* 5. Juli 1984 in Bonn) ist ein deutscher Filmproduzent und Unternehmer.

## Leben und Arbeit
Zwickler produzierte kurz nach seinem Abitur mit Rolltreppe abwärts seinen ersten Spielfilm, der vom Filmverleih Zorro Film in die Kinos gebracht wurde. Im Anschluss studierte er an der Filmakademie Baden-Württemberg das Studienfach „Produktion“.
Seinen 90-minütigen Abschlussfilm „Kronos“ drehte er u. a. in Ouarzazate, Marokko. Als Mitgesellschafter der „Von Fiessbach Film“ produzierte er im Anschluss den Film Hotel Desire, der maßgeblich durch crowdfunding finanziert wurde. Seine Produktion Erledigung einer Sache, unter der Regie von Dustin Loose, wurde 2015 mit dem silbernen Studenten Oscar der Academy of Motion Picture Arts and Sciences ausgezeichnet. Parallel zu seinem Engagement als Filmproduzent gründete Zwickler mit Roland Emmerich und Marco Kreuzpaintner eine Vermarktungsagentur für Kinofilme (Flimmer GmbH), die drei Jahre nach ihrer Gründung vom französischen Medienhaus Webedia akquiriert wurde. Die Agentur ist für ihre außergewöhnlichen Marketing-Stunts bekannt.
2019 verließ Zwickler die Flimmer GmbH, um die Produktionsfirma Flute Film GmbH zu gründen und sich auf die Produktion von Filmen und Serien zu fokussieren. Das erste Projekt der neuen Produktionsfirma war eine internationale Kinoadapation von Mozart´s „Die Zauberflöte“ in Koproduktion mit Roland Emmerichs Centropolis Entertainment. Zu den Schauspielern des Films gehören u. a. Jack Wolfe, Iwan Rheon, Amir Wilson, Stefi Celma, Rolando Villazón, Teddy Teclebrhan und Oscar-Preisträger F. Murray Abraham. Der Film hatte beim Zürich Filmfestival Premiere. Am 17. November 2022 wurde er von Tobis Film in die Kinos gebracht. 2024 arbeitete er mit Netflix an einem Feature Film, der auf der Geschichte von Jugend Rettet basiert. Außerdem ist er Koproduzent vom Dokumentarfilm "Things that happen on Earth" der beim Festival dei Popoli als bester Film ausgezeichnet wurde und beim Idfa in der Lumious Section lief und den zweiten Platz beim Audience Award belegt hat.
Christopher Zwickler lebt und arbeitet in Berlin.

## Filmographie (Auswahl)
- 2005: Rolltreppe abwärts (Produzent)
- 2006: Ideallinie (Produzent)
- 2008: Kronos. Ende und Anfang (Produzent)
- 2011: Hotel Desire (Produzent)
- 2011: Sprich mit! – Deutsch lernen ist cool! (Produzent)
- 2014: Erledigung einer Sache (Produzent)
- 2022: The Magic Flute – Das Vermächtnis der Zauberflöte (Produzent & Creator)
- 2024: Untitled – Netflix-Produktion (Produzent)
- 2024: Things that happen on Earth – (Koproduzent)